# 황개
황개(黃蓋, ? ~ ?)는 중국 후한 말기의 군인으로, 자는 공복(公覆)이며 영릉군 천릉현(泉陵縣) 사람이다. 남양태수 황자렴(黃子廉)의 후손이다. 강동십이호신 중 한 명이다.

## 생애
처음에는 영릉군의 군리로 있었다. 손견이 의병을 일으키자 이를 따라갔다. 손견이 죽은 후 손책과 손권을 따랐다. 당시 산월이 복종하지 않고, 도적으로 어려움을 겪는 현이 있었으므로, 황개는 그곳의 수장이 되었다. 석성현에 현리 둘을 임명했는데, 부정부패가 심하였으므로 둘을 주살했고, 춘곡현장, 심양현령으로 전임되었다. 모두 아홉 현을 지켰는데, 가는 곳마다 안정되었으며, 강한 자와 부정한 자를 억누르고, 약한 자와 청렴한 자를 도왔으므로, 산월 사람들은 황개에게 회부했다.
적벽 전투에서 주유에게 화공을 제안하였고, 이것이 채택되었다. 며칠 뒤 주유, 감택과 함께 짠 각본대로 일부러 소동을 일으켜 스스로를 해치는 고육지계를 행하여 조조를 속였고, 동남풍이 부는 날 조조에게 거짓 투항하여 군량선으로 위장한 날랜 배를 타고 조조 군대에 접근하여 배에 불을 질렀다. 화공은 성공하여, 조조의 군대가 입은 피해는 헤아릴 수 없이 컸다. 이것은 손권·유비 연합군이 적벽 대전에서 이기는 요인이 되었다.
무릉만(곧 오계만)이 반란을 일으켜, 군(어느 군인지는 황개전에 명시되지 않았고, 무릉만이 곧 오계만이 무릉군에 있는 만(蠻)족만을 가리키는 것도 아니라 이것만으로는 확언하기 어렵다)의 성을 쳐 점령했다. 손권은 곧 황개로 이 곳의 태수를 겸임하게 했다. 당시 군의 병사가 5백 명이라, 황개는 능히 대적할 수 없다고 보고 성문을 열어 두었다가 적이 반쯤 들어왔을 때 이를 쳤다. 적 수백을 참수했고, 나머지는 모두 도망해, 점령당한 성읍을 되찾았다. 그 우두머리를 주살하고, 그에 붙좇은 사람들은 사면했다. 봄부터 여름까지 일어난 반란을 모두 평정했고, 파, 예, 유, 탄의 읍장과 군후들은 절개를 바꾸어, 예절을 받들어 황개를 뵙기를 청했으므로, 군의 경내는 안정되었다. 후에 장사군 익양현이 산월의 공격을 받자, 이것을 평정하였다.
편장군이 더해졌고, 재임 중 병이 들어 죽었다. 손권은 황개의 아들 황병에게 관내후의 작위를 주었다.

## 동명이인
여대가 교주에서 불려왔을 때 그 후임이 없음을 걱정하며 설종이 올린 상소에 황개가 일남 태수(日南―)를 한 적이 있다고 한다. 그런데 이 황개는 남해(南海) 출신으로 다른 사람이다.

## 같이 보기
- 삼국지 인물 목록